# Euryglottis
Euryglottis é um gênero de mariposa pertencente à família Bombycidae.

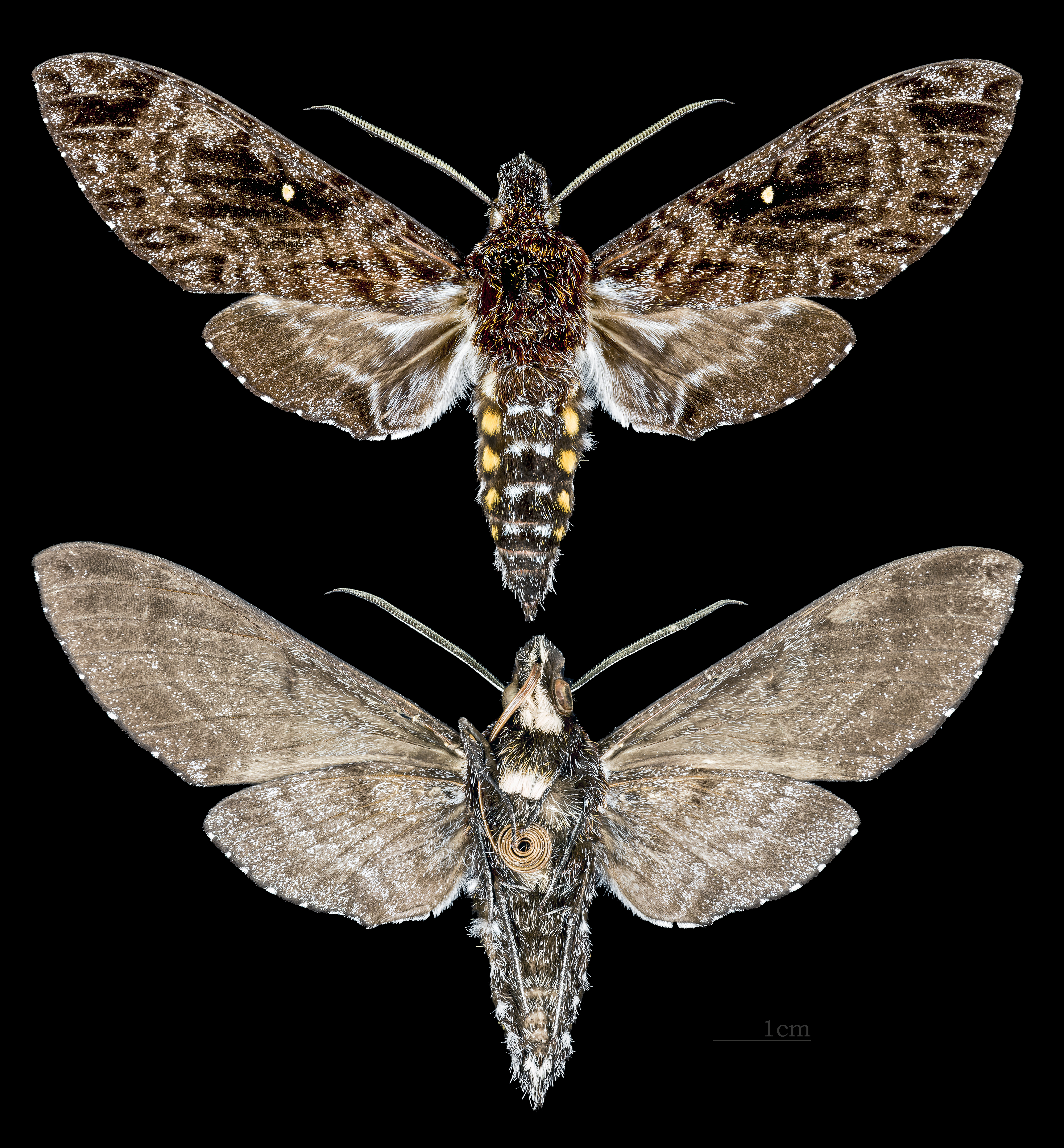
Euryglottis albostigmata
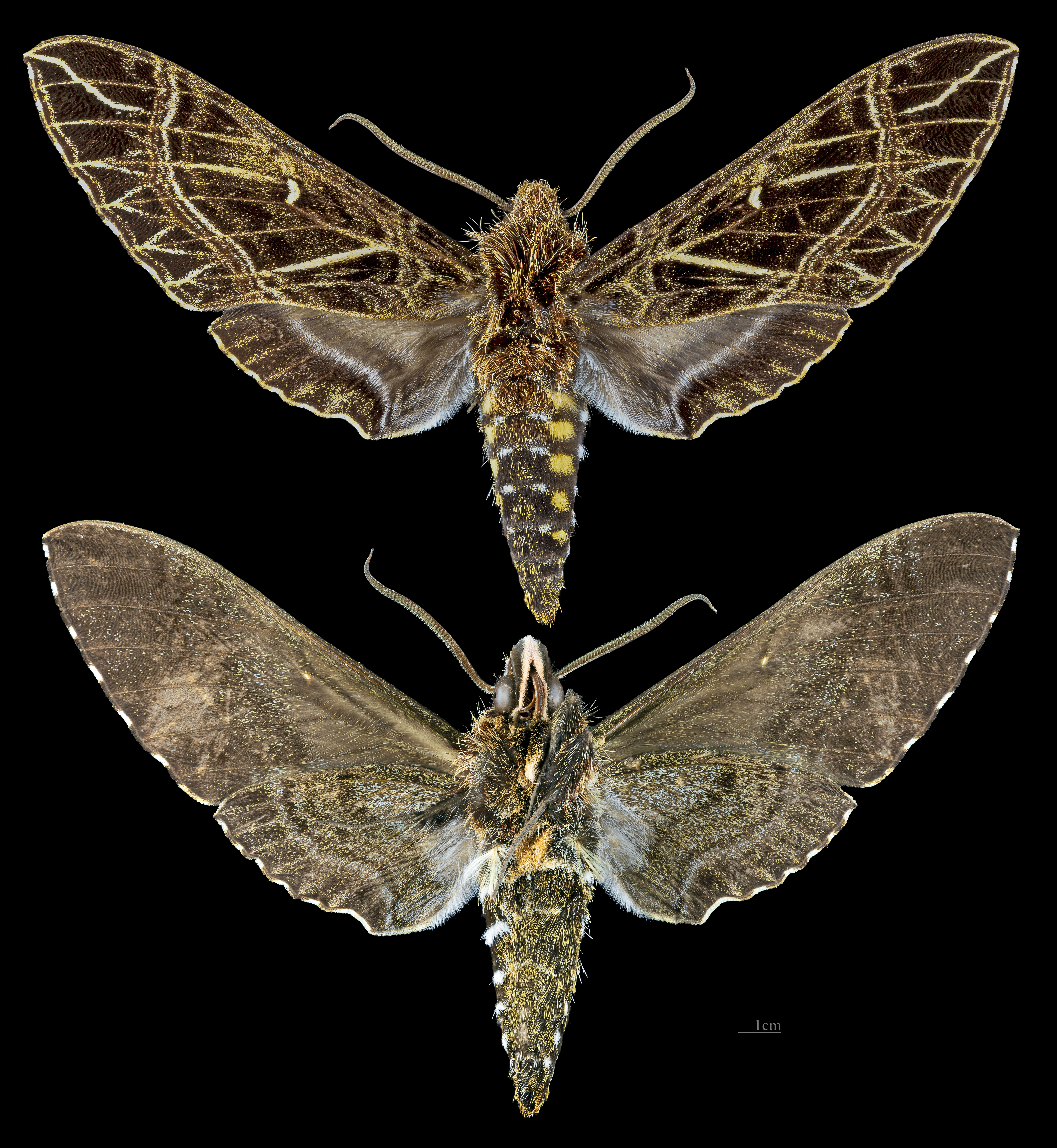
Euryglottis aper
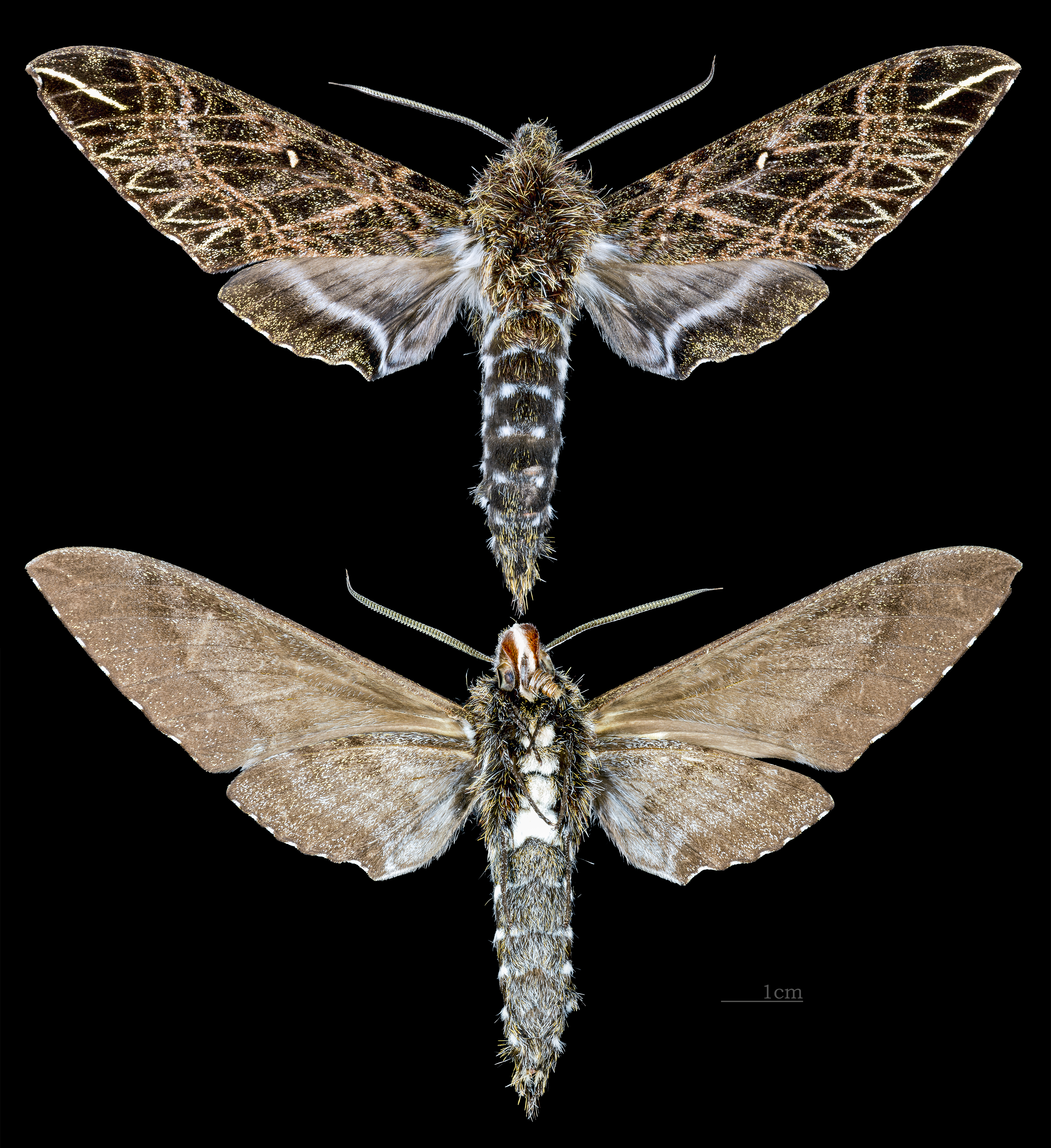
Euryglottis dognini
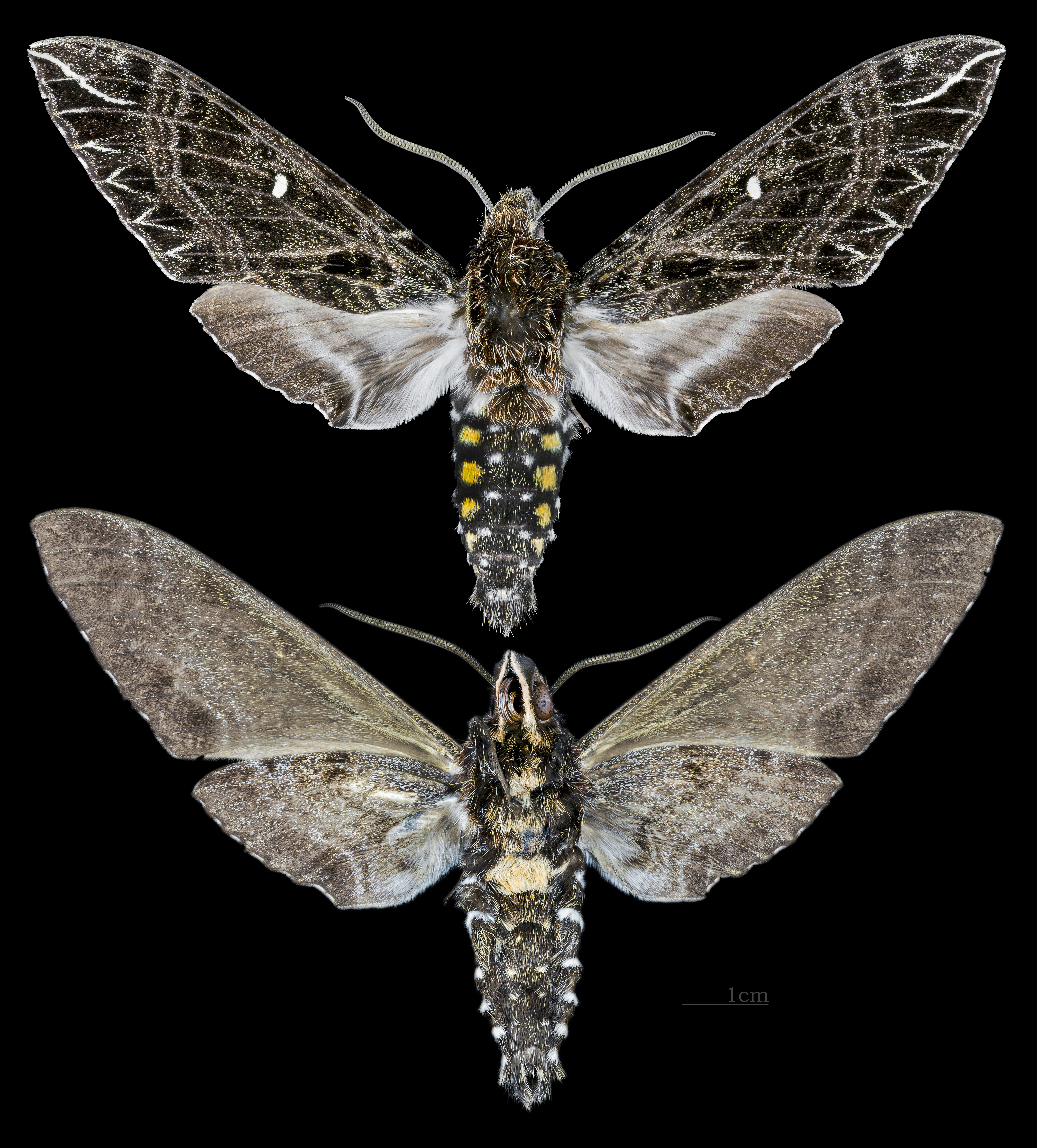
Euryglottis guttiventris